# واسط شبکه به شبکه خصوصی
"این مقاله در حال ترجمه از ویکی انگیلیسی است لطفا حذف نشود."
مجموعه‌ای به نام واسط شبکه به شبکه خصوصی یا PNNI، پروتکل مسیریابی مبتنی بر وضعیت پیوند است که در شبکه‌های حالت انتقال ناهمزمان (ATM) به کار می‌رود. این پروتکل، از لحاظ عملکردی شبیه به پروتکل «اولین مسیر کوتاه‌ترین گشوده» (OSPF) است که برای مسیریابی IP به عمل می‌رود.
PNNI یک مجموعه پروتکل شبکه است که برای کشف توپولوژی شبکه‌ی ATM، ایجاد یک پایگاه داده از اطلاعات توپولوژی و برقراری تماس‌ها بر پایه توپولوژی کشف گردیده و به کار می‌رود. PNNI یک پروتکل مسیریابی بر پایه وضعیت لینک‌ها است، به این معنا که این پروتکل اطلاعات مربوط به وضعیت فعلی لینک‌ها و گره‌ها در شبکه را گرداوری می‌کند تا یک پایگاه داده شبکه بسازد. پایگاه داده شبکه PNNI می‌تواند برای تعیین ساختار شبکه و وضعیت فعلی اجزای شبکه استفاده شود. برای ساخت پایگاه داده شبکه PNNI، هر گره PNNI باید اطلاعات توپولوژی را از تمام دستگاه‌های دیگر در شبکه دریافت کند. برای به‌روز نگه داشتن پایگاه داده، گره باید به طور مرتب از دیگر گره‌ها به‌روزرسانی دریافت کند.
پروتکل PNNI وضعیت شبکه‌ی PNNI را از طریق عناصر وضعیت توپولوژی PNNI (PTSEها) منتقل می‌کند. PTSEها پیام‌های جداگانه‌ای هستند که حاوی اطلاعاتی درباره‌ی یکی از انواع مولفه‌های شبکه هستند، از جمله به‌روزرسانی‌های منظم از دیگر گره‌ها.
- گره های PNNI
- آدرس های قابل دسترسی
- پیوندهای PNNI بین گره ها

برای ایجاد امکان ارتباط با سایر گره‌ها، هر سوئیچ باید اطلاعات PTSE را برای هر سوئیچ دیگر در شبکه داشته باشد. هر گره مسئولیت دارد که اطلاعات PTSE خود را به تمام سوئیچ‌های دیگر در شبکه منتقل کند.
از آنجایی که داشتن اطلاعات به‌روز PTSE برای اتخاذ تصمیم‌های بهینه مسیریابی ضروری است، چندین مکانیزم مختلف وجود دارد تا اطمینان حاصل شود که تمام گره‌ها دارای اطلاعات دقیق و به‌روز PTSE هستند. پنج دلیل رایج برای به‌روزرسانی PTSE‌ها عبارتند از:
- منابع به طور اداری اضافه شده، حذف شده یا تغییر کرده‌اند روی یک گره.
- خرابی منابع مثل از دست دادن سیگنال (LOS) روی یک پیوند.
- تغییر قابل توجه در منابع پیوند به دلیل مسیریابی یا خارج شدن از مسیر مدارهای مجازی (VCs).
- به‌روزرسانی‌های دوره‌ای که توسط تایمر‌های تازه‌سازی و طول عمر PTSE تعریف شده‌اند.
- تغییر ماژول پردازشگر (PXM).

اطلاعات PTSE از طریق بسته‌های حالت توپولوژی PNNI (PTSPs) بین گره‌ها منتقل می‌شوند. این بسته‌ها از کانال کنترل مسیریابی (RCC؛ VPI = 0 و VCI = 18) بین گره‌های مجاور استفاده می‌کنند. RCC همچنین برای بسته‌های Hello و سایر پیام‌های PNNI به کار می‌رود. اگر سوئیچ نتواند RCC را با گره مجاور برقرار کند، در این صورت اطلاعات PTSE مبادله نمی‌شوند. زمانی که یک گره اطلاعات PTSE را دریافت می‌کند، محتوای آن‌ها یا اطلاعات عنصری را در پایگاه داده ذخیره می‌کند. این اطلاعات برای تولید جداول مسیریابی از پیش محاسبه شده که مسیرها به سایر دستگاه‌های شبکه را نشان می‌دهند، استفاده می‌شود. PNNI برای محاسبه کوتاه‌ترین مسیر اول (SPF) از الگوریتم دایکسترا استفاده می‌کند. پایگاه داده PNNI همچنین برای انجام مسیریابی به‌درخواست، زمانی که جدول مسیریابی مناسب مسیر قابل قبولی نداشته باشد، به کار می‌رود.

## لینک‌های خارجی
"Cisco PNNI Network Planning Guide for MGX and SES Products, Release 5.2; Chapter: Introduction to PNNI". Cisco.com. Cisco Systems. Retrieved August 7, 2017.